# 学習漫画 日本の歴史
『学習漫画 日本の歴史』（がくしゅうまんがにほんのれきし）は、集英社から出版された日本の歴史についての学習漫画シリーズ（叢書）。

## 特徴
1968年（昭和43年）・1983年（昭和57年）・1998年（平成10年）・2016年（平成28年）にそれぞれ刊行された。1期と2期は全18巻（2期目は後に別巻2巻）、3期は全20巻に別巻3巻、第4期は全20巻。取り上げるテーマは期毎に重複しており、2期以降は全面改訂版に近い性質となっているため、刊行毎に絶版となり、2016年現在は4期が刊行されている。
2期までは中学生を対象とし、小学館、学研の「日本の歴史」シリーズとは異なり、群像劇調でギャグ要素も実在のもの以外は取り扱わない。登場人物も多く、教科書でも取り上げないマイナーな人物も取り扱っている。
3期では小学校3～4年生以上からと対象年齢が引き下げられ、難解なテーマについてはコラムページで解説するようになっている。また、20巻ではバブル崩壊と国際交流社会の発展について取り上げている。
4期では、時代構成を再編し昭和時代を第二次世界大戦前・戦時中近辺・戦後のGHQによる占領統治時代・占領期終了からバブル景気までの4巻構成となった。3期では戦後期の後（20巻の一部）で触れられていた平成期は1つの巻として独立している。

## スタッフ

### 1期目
1968年（昭和43年）刊行。
- 監修・考証・解説：和歌森太郎
- 作画：カゴ直利・宮坂栄一

### 2期目
1982年（昭和57年）刊行。
- 監修：笠原一男
- 作画：久松文雄、芝城太郎、もりゆき男、緒方都幸

### 3期目
1998年（平成10年）刊行。
- 監修：岡村道雄、入間田宣夫、高埜利彦、松尾尊兊、吉村武彦、池上裕子、海野福寿、木村尚三郎
- 作画：岩井渓、森藤よしひろ、井上大助、荘司としおほか。

### 4期目
2016年（平成28年）刊行。
カバーイラストは刊行当時、集英社の漫画雑誌にて執筆し、人気が高かった漫画家が起用されている。
- 監修：設楽博己、仁藤敦史、高橋典幸、松方冬子、鈴木淳、古川隆久、安田常雄
- カバーイラスト（表紙）：岸本斉史、荒木飛呂彦、久保帯人、椎名軽穂、浅田弘幸、樋口大輔、原泰久、石田スイ、藤崎竜、和月伸宏、東村アキコ、村上もとか、アルコ、森田まさのり、咲坂伊緒
  - 作画：樋口大輔、たなかじゅん、あおきてつおほか。